# Yōjirō Takita
Yōjirō Takita (滝田 洋二郎) (Takaoka, 4 dicembre 1955) è un regista giapponese.

## Carriera
Yōjirō Takita entra nell'industria del cinema tramite la casa di produzione Mukai Production, per la quale lavora come aiuto regista. Takita ottiene una discreta popolarità grazie alla lunga serie di film soft porno Molester's Train (痴漢電車?, Chikan densha), che aveva cominciato nel 1982 a Shintōhō.
In seguito, Takita dirige altri film simili per gli studios Nikkatsu. Molester's School Infirmary (1984), Molester's Tour Bus (1985) e Molester's Delivery Service (1986) sono solo alcuni dei suoi titoli. Nel 1986 dirige la commedia rivolta ad un pubblico più ampio No More Comic Magazines! (コミック雑誌なんかいらない！) che viene presentata al Festival di Cannes 1986 ed ottiene elogi da parte della critica, e permette al regista di dirigere molti altri film destinati al grande pubblico.
Il suo film del 2008 Departures (おくりびと?, Okuribito) ha vinto l'Oscar al miglior film straniero durante la cerimonia per l'assegnazione dei premi Oscar 2009, vincendo contro il film d'animazione israeliano Valzer con Bashir.

## Filmografia
- Molester and the Female Teacher (痴漢女教師 - Chikan onna kyoshi) (1981)
- Kanno danchi: Uetsuki shitatsuki shigekitsuki (官能団地 上つき下つき刺激つき) (1982)
- Molester's Train: Please Continue (痴漢電車 もっと続けて - Chikan densha: motto tsuzukete) (1982)
- Molester's Train: Hunting In A Full Crowd (痴漢電車 満員豆さがし - Chikan densha: Man'in mamesagashi) (1982)
- Serial Rape (連続暴姦 - Renzoku bokan) (1983)
- Molester's Train: Rumiko's Tush (痴漢電車ルミ子のお尻 - Chikan densha: Rumiko no oshiri) (1983)
- Molester's Train: Momoe's Tush (痴漢電車 百恵のお尻 - Chikan densha: Momoe no oshiri) (1983)
- Molester's Train: Keiko's Tush (痴漢電車 けい子のヒップ - Chikan densha: Keiko no hip) (1983)
- OL 24 ji: Bishoujo (ＯＬ２４時 媚娼女) (1984)
- High Noon Ripper (真昼の切り裂き魔 - Mahiru no kirisakima) (1984)
- Goodbye Boy (グッバイボーイ) (1984)
- Molester's School Infirmary (痴漢保険室 - Chikan hokenshitsu) (1984)
- Molester's Train: Underwear Inspection (痴漢電車 下着検札 - Chikan densha: shitagi kensatsu) (1984)
- Molester's Train: Best Kept Secret Live Act (痴漢電車極秘本番 - Chikan densha: gokuhi honban) (1984)
- Molester's Train: Blast Off (痴漢電車 ちんちん発車 - Chikan densha: chin chin hassha) (1984)
- Zetsurin gal: Yaruki mun mun (絶倫ギャル やる気ムンムン) (1985)
- Pink Physical Examination (桃色身体検査 - Momoiro shintai kensa) (1985)
- Molester's Tour Bus (痴漢通勤バス - Chikan tsukin bus) (1985)
- Molester's Train: One Shot Per Train (痴漢電車 車内で一発 - Chikan densha: shanai de ippatsu) (1985)
- Molester's Train: Seiko's Tush (痴漢電車 聖子のお尻 - Chikan densha: Seiko no oshiri) (1985)
- Molester's Train: 1 Centimeter From The Wall (痴漢電車 あと奥まで１ｃｍ - Chikan densha: ato oku made 1cm) (1985)
- No More Comic Magazines! (コミック雑誌なんかいらない！ - Komikku zasshi nanka iranai!) (1986)
- ザ・緊縛 (1986)
- ザ・マニア 快感生体実験 (1986)
- Time Escapade: 5 Seconds Til Climax (タイム・アバンチュール 絶頂５秒前 - Time adventure: zeccho 5-byo Mae) (1986)
- Hamidashi School Mizugi  (はみ出しスクール水着) (1986)
- Molester's Delivery Service (痴漢宅配便 - Chikan takuhaibin) (1986)
- Itoshino Half Moon (愛しのハーフ・ムーン) (1987)
- The Yen Family (木村家の人々 - Kimurake no hitobito) (1988)[5]
- Let's Go to the Hospital (病院へ行こう - Byouin e ikou) (1990)
- Yamai Wa Kikara: Byouin e ikou 2 (病は気から 病院へ行こう２) (1992)
- We Are Not Alone (僕らはみんな生きている) (1993)
- The City That Never Sleeps: Shinjuku Shark (眠らない街 新宿 - Nemuranai machi: Shinjuku same) (1993)
- The Tropical People (熱帯楽園倶楽部) (1994)
- Sharan-Q no enka no hanamichi (シャ乱Ｑの演歌の花道) (1997)
- The Exam (お受験) (1999)
- Himitsu (秘密) (1999)
- Yin-Yang Master (陰陽師 - Onmyōji) (2001)
- When the Last Sword is Drawn (壬生義士伝 - Mibu gishi den) (2003)
- Yin Yang Master II (陰陽師II) (2003)
- Ashura - La regina dei demoni (阿修羅城の瞳) (2005)[6]
- The Battery (バッテリー) (2007)
- Departures (おくりびと - Okuribito) (2008)
- Tsurikichi Sanpei (釣りキチ三平) (2009)
- Tenchi meisatsu (天地明察) (2012)